# Нова Вам'я
Нова Вам'я́ (рос. Новая Вамья) — присілок у складі Увинському районі Удмуртії, Росія.

## Населення
Населення — 170 осіб (2010; 218 в 2002).
Національний склад станом на 2002 рік:
- удмурти — 94 %

## Урбаноніми[3]
- вулиці — Лучна, Польова, Праці

## Господарство
У присілку діють початкова школа-садочок (1988, на 46 місць), культурно-спортивний зал (1990) та фельдшерсько-акушерський пункт (1980).